# Pave Julius 3.
Julius 3. (født 10. september 1487 som Giovanni Maria Ciocchi del Monte, død 23. marts 1555) var pave fra 1550 til sin død.
Giovanni del Monte var søn af en jurist. Ved hjælp af en farbror, der var kardinal, steg han gradvist op i kirkens hierarki. Pave Julius 2. gjorde ham til ærkebiskop, og Paul 3. gjorde ham til kardinal. Del Monte var pavelig legat på Tridentinerkoncilet i 1547, hvor han gik imod den tysk-romerske kejser Karl 5.s planer. Kejseren hadede hadede ham, men alligevel blev han valgt til pave i 1550.
Som pave sluttede Julius 3. sig til kejserens politik og sammenkaldte på ny koncilet i Trient i 1551, men da Karl 5. måtte flygte for Moritz af Sachsen, sluttede Julius våbenstilstand med Frankrig og hævede koncilet i Trient. For at få England til at godkende
pavens overherredømme efter Maria den Blodiges genindførelse af katolicismen tillod han den engelske adel at beholde det beslaglagte kirkegods.
Julius 3. understøttede kunst og arkitektur, herunder opførelsen af Villa Giulia i Rom. Imidlertid blev hans eftermæle i høj grad præget af hans skandaleombruste og langvarige forhold til en napolitansk gadedreng ved navn Innocenzo. Som 18-årig blev den unge mand af Julius udnævnt til kardinal og sat i spidsen for den pavelige forvaltning, hvilket han viste sig komplet uduelig til. Senere blev Innocenzo anklaget for mord og voldtægt og blev indespærret i et kloster.